# Naufragio del submarino K-141 Kursk

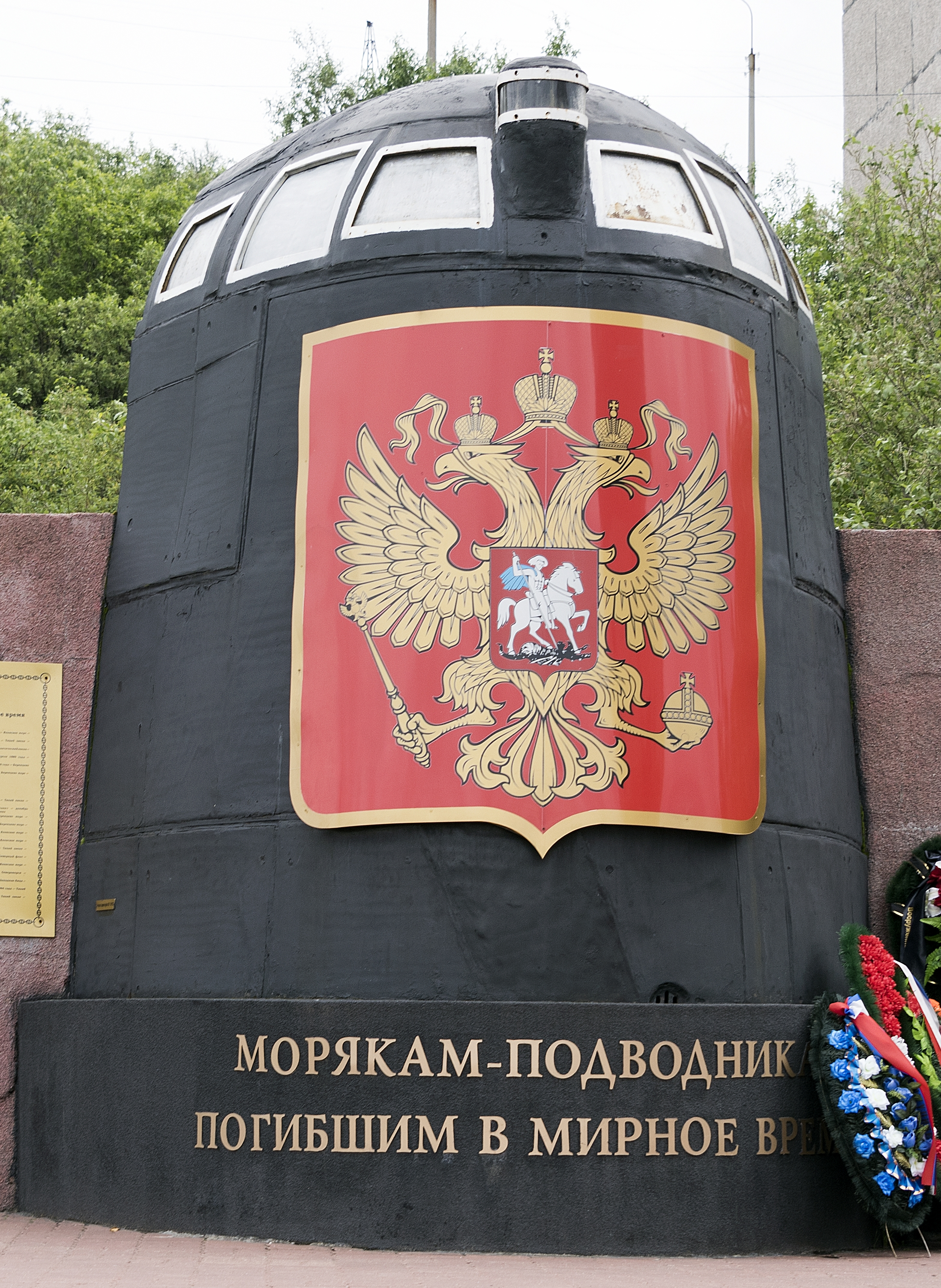
Memorial "A los marineros, fallecidos en tiempo de paz", erigido en Múrmansk, que incluye partes de la vela del K-141 Kursk.

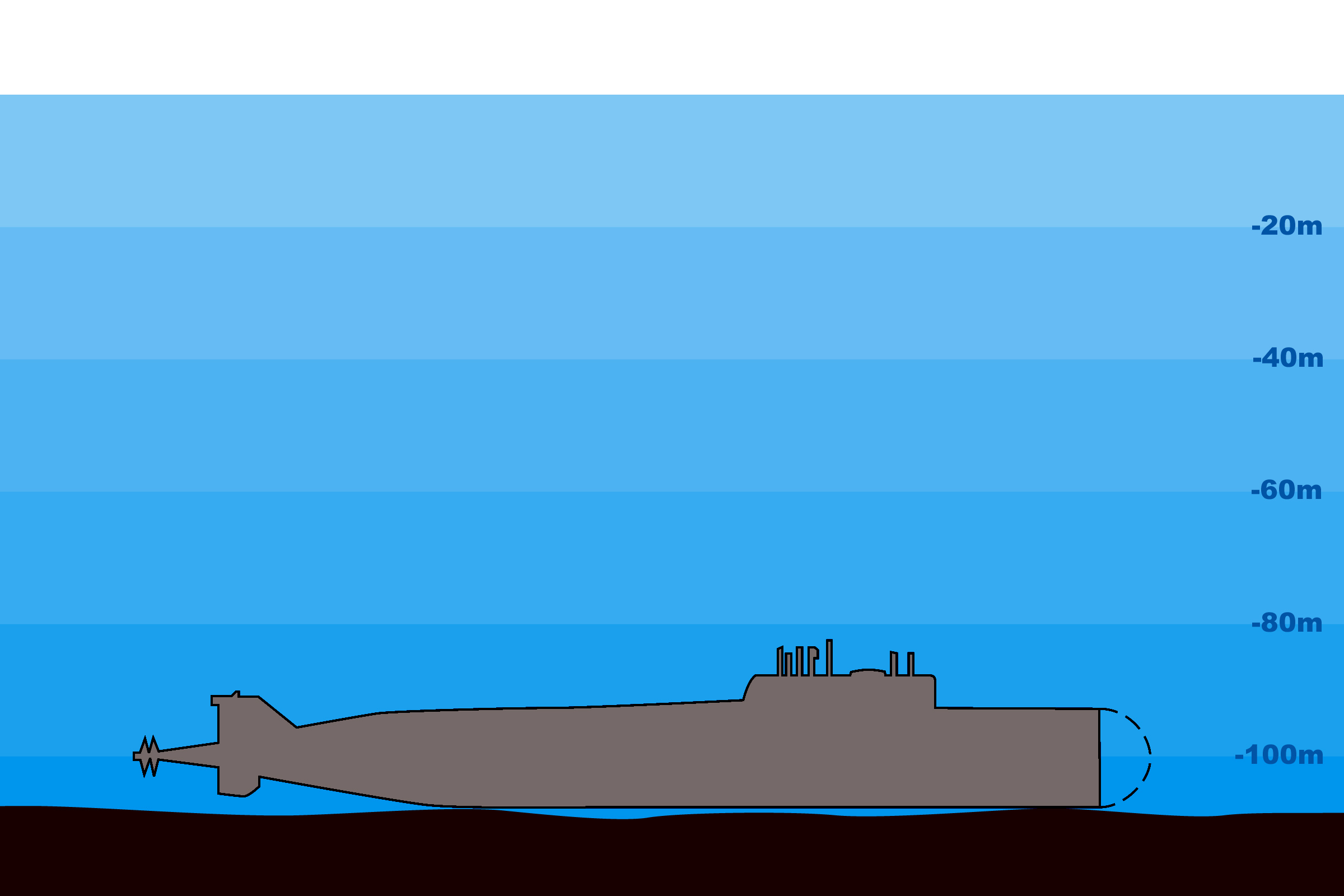
Dibujo que representa el estado del Kursk tras las dos explosiones en la proa, posado en el suelo oceánico. La sección de proa fue totalmente destruida tras las explosiones.

El naufragio del submarino K-141 Kursk tuvo lugar durante el primer ejercicio naval importante de Rusia en más de diez años, en el mar de Barents el 12 de agosto de 2000, muriendo los 118 tripulantes de a bordo. Los barcos cercanos registraron una explosión inicial y una segunda, mucho más grande, dos minutos y quince segundos más tarde, de magnitud suficiente como para quedar registrada en sismógrafos tan lejanos como en Alaska. La marina rusa no se dio cuenta de que el submarino se había hundido ni suspendió el ejercicio y demoró seis horas en iniciar la búsqueda porque la boya de emergencia había sido intencionadamente inutilizada, por lo que se tardó 16 horas en localizar el submarino.
Durante cuatro días, la marina rusa utilizó dispositivos sumergibles para intentar acoplarse a la escotilla de emergencia sin éxito, proceso que fue criticado posteriormente por lento e inepto. El gobierno manipuló al principio la información acerca de la hora de los hechos, llegando a declarar que se había establecido comunicación con la nave y que la operación de rescate estaba en marcha, y rechazó ayuda de gobiernos extranjeros. Al quinto día, el entonces presidente Vladímir Putin autorizó a la marina para aceptar ofertas de asistencia británica y noruega. Siete días después del hundimiento, los buzos noruegos abrieron finalmente la escotilla en el noveno compartimento del submarino, esperando localizar supervivientes, pero lo encontraron inundado. 
Una investigación oficial posterior, una vez analizados la mayor parte de los restos del naufragio, concluyó que la tripulación del Kursk se preparaba para cargar un torpedo Tipo 65 cuando una soldadura defectuosa en la carcasa del proyectil causó una fuga de peróxido de hidrógeno, lo que provocó que el combustible de queroseno explotara. La explosión inicial destruyó la sala de torpedos matando a todos allí, se incendió, dañando severamente la sala de control, incapacitando o matando a su vez la segunda sección con la tripulación de la sala de control e hizo que el submarino se hundiera. El intenso fuego resultante de esta explosión desencadenó a su vez la detonación de entre cinco y siete ojivas de torpedo después de que el submarino tocara fondo. Esta segunda explosión, de una potencia equivalente a entre 2 y 3 toneladas de TNT, la onda explosiva y expansiva comprimió y destrozó los primeros tres compartimentos y todas las cubiertas, hizo un gran agujero en el casco, destruyó los compartimentos cuatro y cinco, y mató a todos los que aún vivían que estaban adelante del reactor nuclear en el quinto compartimento. Una explicación alternativa a la hipótesis de la soldadura defectuosa sugiere que la tripulación no estaba familiarizada ni capacitada para disparar torpedos HTP y sin saberlo siguió las instrucciones destinadas a un tipo de torpedo muy diferente. Todo esto, combinado con una supervisión deficiente e inspecciones incompletas, provocó que los tripulantes empezaran a iniciar una serie de eventos que llevaron a la explosión.
Luego de las operaciones de rescate, los analistas concluyeron que 23 marineros ubicados entre los compartimentos 6 y 9 sobrevivieron a las dos explosiones, se refugiaron en el noveno compartimento y sobrevivieron más de seis horas. Cuando el oxígeno se agotó, los miembros de la tripulación intentaron reemplazar un cartucho de oxígeno químico de superóxido de potasio volátil. Cuando se puso en contacto con el agua de mar mezclada con aceite que se había filtrado en el compartimiento, provocó una explosión y un incendio que consumió el oxígeno restante. Las 118 personas de a bordo —111 miembros de tripulación, 5 oficiales de la 7.ª División de Submarinos de Misiles y 2 ingenieros de diseño— perecieron. La investigación concluyó que la marina rusa no estaba preparada para afrontar el desastre.
En 2001, un equipo neerlandés fue contratado para extraer los restos del mar. Empleando nuevas tecnologías, recuperaron todo excepto la proa, la cual fue separada en precaución de la munición viva que quedase, y se rescataron los restos de 115 tripulantes, que fueron enterrados en Rusia. Más de dos años después del hundimiento, el Gobierno ruso completó una investigación secreta del desastre de 133 volúmenes. De este informe, un resumen de cuatro páginas fue publicado en el periódico oficial Rossíiskaya Gazeta. En el informe se describe la lapidaria conclusión: "pasmosa falta de disciplina, el equipamiento obsoleto y mal mantenido" y "negligencia, incompetencia y mala gestión." Además criticaba el injustificable retraso en el rescate.